# Ордівська сільська рада
О́рдівська сільська́ ра́да — адміністративно-територіальна одиниця та орган місцевого самоврядування в Нововодолазькому районі Харківської області. Адміністративний центр — село Ордівка.

## Загальні відомості
- Територія ради: 36,59 км²
- Населення ради: 751 особа (станом на 2001 рік)

## Населені пункти
Сільській раді підпорядковані населені пункти:
- с. Ордівка
- с. Нова Мерефа
- с. Щебетуни

### Колишні населені пункти
- Барабаші, приєднане до села Нова Мерефа

## Склад ради
Рада складається з 14 депутатів та голови.
- Голова ради: Третяк Ганна Федорівна
- Секретар ради: Горбатенко Тетяна Олексіївна

### Керівний склад попередніх скликань
| Прізвище, ім'я, по батькові | Основні відомості                                                                       | Дата обрання | Дата звільнення |
| --------------------------- | --------------------------------------------------------------------------------------- | ------------ | --------------- |
| Третяк Ганна Федорівна      | Сільський голова, 1950 року народження, освіта вища, член Соціалістичної партії України | 26.03.2006   | 31.10.2010      |
| Третяк Ганна Федорівна      | Сільський голова, 1950 року народження, освіта вища, позапартійна                       | 31.10.2010   |                 |

Примітка: таблиця складена за даними сайту Верховної Ради України

### Депутати
За результатами місцевих виборів 2010 року депутатами ради стали:

#### За суб'єктами висування
| Суб'єкт висування           | Кількість обраних депутатів | %    |
| --------------------------- | --------------------------- | ---- |
| Самовисування               | 8                           | 57,1 |
| Партія регіонів             | 5                           | 35,7 |
| Комуністична партія України | 1                           | 7,1  |

#### За округами
| № округу                    | Прізвище, ім'я, по батькові      | Дата визнання обраним | Освіта             | Партійна приналежність                        | Відомості про обраного депутата                                                                              |
| --------------------------- | -------------------------------- | --------------------- | ------------------ | --------------------------------------------- | --- |
| Комуністична партія України |                                  |                       |                    |                                               | |
| 6                           | Сич Валентина Анатоліївна        | 02.11.2010            | середня спеціальна | член Комуністичної партії України             | Харківська обласна клінічналікарня, молодша медична сестра                                                   |
| Партія регіонів             |                                  |                       |                    |                                               | |
| 5                           | Орда Олександр Михайлович        | 02.11.2010            | середня            | член Партії регіонів                          | ЗТ «Стома», слюсар                                                                                           |
| 7                           | Почтар Степан Леонович           | 02.11.2010            | середня            | позапартійний                                 | тимчасово не працює                                                                                          |
| 8                           | Логачов Віктор Васильович        | 02.11.2010            | середня спеціальна | член Партії регіонів                          | слюсар, південна залізниця                                                                                   |
| 9                           | Атрошенко Віктор Петрович        | 02.11.2010            | середня спеціальна | позапартійний                                 | тимчасово не працює                                                                                          |
| 11                          | Орда Олександр Борисович         | 02.11.2010            | середня спеціальна | член Партії регіонів                          | Мерефянська філія ОВО «Харківгаз», слюсар                                                                    |
| Самовисування               |                                  |                       |                    |                                               | |
| 1                           | Щебетун Олексій Володимирович    | 02.11.2010            | вища               | позапартійний                                 | НововодолазькийРВ ГУМВС, дільничий інспектор                                                                 |
| 2                           | Петровський Анатолій Миколайович | 02.11.2010            | середня спеціальна | член Всеукраїнського об'єднання «Батьківщина» | пенсіонер |
| 3                           | Янко Ніна Іванівна               | 02.11.2010            | середня спеціальна | позапартійна                                  | Компанія Оріфлейм, приватний підприємець                                                                     |
| 4                           | Водка Микола Федорович           | 02.11.2010            | середня спеціальна | позапартійний                                 | тимчасово не працює                                                                                          |
| 10                          | Ступак Людмила Петрівна          | 02.11.2010            | вища               | член Всеукраїнського об'єднання «Батьківщина» | Харківський національний науковийцентр "Інститут експериментальної і клінічної ветеринарнмедицини, ветеринар |
| 12                          | Горбатенко Тетяна Олексіївна     | 02.11.2010            | середня спеціальна | позапартійна                                  | Ордівська сільська рада, секретар                                                                            |
| 13                          | Мінько Іван Іванович             | 02.11.2010            | середня            | член Партії регіонів                          | пенсіонер |
| 14                          | Шиленко Олег Олександрович       | 02.11.2010            | середня спеціальна | позапартійний                                 | ФГ «Шиленко О. І.», агроном                                                                                  |